# Баија
Баија (порт. Bahia) је једна од држава у Бразилу, лоцирана на сјевероистоку, уз Атлантски океан. Име је добила по архаичној португалској ријечи која значи залив. Првобитни назив је био a baía de Todos os Santos, односно Залив Свих Светих, јер је залив откривен 1. новембра 1501, на католички празник Сви Свети.

## Историја
Пошто су португалски морепловци, ову земљу прогласили за португалску, настао је и данашњи главни град, Салвадор на брежуљку који надвисује залив Свих Светих. Овај град и ова регија је била централна португалска регија и у трговачком и у административном смислу, за све португалске колоније у Америкама, сљедећих 200 година. Накратко (1624 - 1625), овом облашћу су завладали и Холанђани. 1832. Баију је посјетио и Чарлс Дарвин.
Баија је била посљедња држава која се прикључила независној конфедерацији Бразила, јер су поједини чланови елите ове државе и даље били лојални португалској круни и по проглашењу независности. Независност је проглашена 2. јула 1823. године, што се и данас у Баији слави као Дан независности Баије. Скоро сви становници Баије, држе до тога да је ово и стварни дан независности читавог Бразила, а не 7. септембар, када је Император Педро Први, прогласио независност.
Још од 16. вијека Баија је постала центар узгоја шећера, од када, завхаљујући томе, настају многи градови у овој држави. Како су од круцијалног значаја за плантаже шећера били робови, више од 37% свих робова из Африке је послато у Бразил, а највећи број ових робова, је коришћен за плантаже у Баији.

## Географија
Држава је географски подијељена на сљедеће регионе:
- - атлантски обалски појас,
- - појас око залива Свих Светих, област у којој се налазе плантаже шећера и дувана,
- - који представља унутрашњост Баије и укључује дијелове 'области, која се протеже и кроз друге државе сјеверозападног Бразила и представља прилично огољене области.

Ријека Сао Франсиско (São Francisco), друга по величини у Бразилу, извире у држави Минас Жераис, путујући сјеверно, пролази кроз читав Planalto регион Баије, и на сјеверу чини границу између Баије и Пернамбукоа.

## Економија
Баија је данас главни произвођач и извозник какаоа у Бразилу. Осим пољопривреде, која је овдје на високом нивоу, држава посједује и велике резерве руда и нафте, па је тако и индустрија прилично развијена. Туризам, као грана индустрије је такође веома развијена у Баији, због обалног појаса са прелијепим плажама и бројних бразилских карневала.

## Култура
Као главна дестинација афричких робова, Баија носи најизражајнији печат Афричке културе у Бразилу. Ово подразумијева, религију Candomblé, насталу од афричке Јоруба (Yoruba) религије, борилачку вјештину капоера (capoeira), разне музичке правце настале од афричке музике као што су самба, afoxé, аше и на крају и кухињу која је чврсто везана за кулинарство западне Африке.
У Баији су се родили многи бразилски умјетници, писци и музичари. Међу њима су свакако најпознатији оснивачи музичког покрета Тропикалија (бразилски хипи музички покрет из 60-их и 70-их година 20. вијека), Жилберто Жил и Каетано Велосо, нове снаге аше музике Ивет Сангало и Данијела Меркури. Град Салвадор, али и остали градови у Баији су дом блокос-афрос (blocos-afros) група.
Један од највећих бразилских пјесника, Кастро Алвес, творац поеме Navio negreiro, која се сматра ремек-дјелом бразилског романтизма је бајано. Баија, са својим писцима је била извориште португалског језика и највише је учествовала у ширењу португалског по осталим бразилским територијама. Међу савременим писцима из Баије, најпознатији су Jorge Amado и João Ubaldo Ribeiro.

## Домородачка племена
Као и у цијелом Бразилу, и у Баији се налазе домородачка племена. На жном дијелу атлантске обале и у унутрашњости државе, налази се племе Pataxó, док се на сјеверу Баије, уз ријеку Сао Франсиско налази племе Tuxá.